# Підунь
Підунь (пол. Piduń, нім. Schuttschenofen) — село в Польщі, у гміні Єдвабно Щиценського повіту Вармінсько-Мазурського воєводства.
Населення — 92 особи (2011).

## Демографія
Демографічна структура станом на 31 березня 2011 року:
|          | Загалом | Допрацездатний вік | Працездатний вік | Постпрацездатний вік |
| -------- | ------- | ------------------ | ---------------- | -------------------- |
| Чоловіки | 46      | 16                 | 26               | 4                    |
| Жінки    | 46      | 13                 | 28               | 5                    |
| Разом    | 92      | 29                 | 54               | 9                    |